# A Katy or a Gaga (Music from the Episode)
A Katy or a Gaga (Music from the Episode) es un extended play (EP) del elenco de la serie de televisión estadounidense Glee. Contiene cuatro canciones interpretadas durante el episodio de la quinta temporada de la serie de A Katy or a Gaga, que fue un homenaje a las cantantes Katy Perry y Lady Gaga. Estuvo disponible en ITunes a partir del 5 de noviembre de 2013.

## Lista de canciones
| N.º | Título                                  | Duración |  |
| 1.  | «Marry the Night» (con Adam Lambert)    | 3:40     |  |
| 2.  | «Applause»                              | 3:31     |  |
| 3.  | «Wide Awake»                            | 3:32     |  |
| 4.  | «Roar» (con Demi Lovato & Adam Lambert) | 3:45     |  |